# Sáta, Borsod-Abaúj-Zemplén
Sáta este un sat în districtul Ózd, județul Borsod-Abaúj-Zemplén, Ungaria, având o populație de 1.206 locuitori (2011). 

## Demografie
Componența etnică a satului Sáta
     Maghiari (89,71%)
     Romi (9,88%)
     Necunoscut (0,41%)
     Alții (0,41%)
Componența confesională a satului Sáta
     Romano-catolici (52,49%)
     Fără religie (5,31%)
     Reformați (4,81%)
     Necunoscută (36,98%)
     Greco-catolici (0,41%)
     Alte religii (2,32%)
Conform recensământului din 2011, satul Sáta avea 1.206 locuitori. Din punct de vedere etnic, majoritatea locuitorilor (89,71%) erau maghiari, cu o minoritate de romi (9,88%). Apartenența etnică nu este cunoscută în cazul a 0,41% din locuitori.  Din punct de vedere confesional, majoritatea locuitorilor (52,49%) erau romano-catolici, existând și minorități de persoane fără religie (5,31%) și reformați (4,81%). Pentru 36,98% din locuitori nu este cunoscută apartenența confesională.